# 7873 Böll
7873 Böll eller 1991 AE3 är en asteroid i huvudbältet som upptäcktes den 15 januari 1991 av den tyske astronomen Freimut Börngen vid Tautenburg-observatoriet. Den är uppkallad efter den tyske nobelpristagaren i litteratur Heinrich Böll.
Asteroiden har en diameter på ungefär 6 kilometer.